# ريتشارد فون هلمهولتز
ريتشارد فون هلمهولتز (بالألمانية: Richard von Helmholtz)‏ (و. 1852 – 1934 م) هو مهندس، وكاتب غير روائي ألماني، ولد في كونيغسبرغ، توفي في ميونخ، عن عمر يناهز 82 عاماً.